# Robert L. Ghormley
Viceadmiral Robert Lee Ghormley (15. oktober 1883 – 21. juni 1958) var en admiral i United States Navy, som gjorde tjeneste som øverstkommanderende i det sydlige stillehav under 2. verdenskrig.

## Biografi
Ghormley blev født i Portland, Oregon den 15. oktober 1883. Han tog eksamen fra den amerikanske søofficersskole i juni 1906 og gjorde tjeneste på krydsere i fem år. I 1911-1913 var søløjtnant Ghormley adjudant og flagløjtnant for den øverstkommanderende for stillehavsflåden og deltog i felttoget i 1912 i Nicaragua. Dette blev efterfulgt af tjeneste på søofficerskolen. Kommandørkaptajn Ghormley tilbragte det meste af 1. verdenskrig på slagskibet USS Nevada som flagadjudant. Sent i krigen blev han vicedirektør for flådens oversøiske transportservice. I 1920-1922 havde han kommandoen over USS Niagara og destroyeren USS Sands og var i Middelhavet med denne.
Efter at være blevet forfremmet til kommandør i juli 1921 gjorde Ghormley tjeneste som adjudant for viceflådeministeren i 1923-1925 og som næstkommanderende på slagskibet USS Oklahoma i de følgende to år. I 1927 blev han sekretær for flådens ledelse i Washington, D.C.. Kommandør  Ghormley var stabschef for de øverstbefalende for slagstyrken og den amerikanske flåde i starten af 1930'erne. Efter at have arbejdet med chefen for flådeoperationerne blev han chef for Nevada i 1935 og vendte et år senere tilbage til flådestaben. I 1938 gennemførte han det mest videregående studie på flådens krigsakademi.
Kontreadmiral Ghormley var direktør for krigsplanlægningskontoret og vicechef for flådeoperationer indtil august 1940 hvor han rejste til Storbritannien som særlig flådeobservatør. Som viceadmiral gjorde han tjeneste som øverstkommanderende i det sydlige stillehav og som chef for flåden i det sydlige stillehav i juni-oktober 1942 under den kritiske indledende del af felttoget for at erobre og fastholde Guadalcanal og Tulagi. NEdslået over Ghormleys pessimisme valgte admiral Nimitz at udskifte ham.
Efter nogle få måneders tjeneste i Washington, D.C., vendte han tilbage til Stillehavet for at blive kommandant for 14. flådedistrikt på Hawaii. I december 1944 blev viceadmiral Ghormley chef for de amerikanske flådestyrker i Tyskland og fungerede i denne stilling indtil december 1945. Han tilbragte sine sidste måneder i aktiv tjeneste som medlem af flådens øverste råd i flådeministeriet, og gik på pension i august 1946. Viceadmiral Robert L. Ghormley døde den 21. juni 1958 og ligger begravet på Arlington National Cemetery.

## Eksterne kilder
- Dillard, Nancy R. (20. maj 1997). "Operational Leadership: A Case Study of Two Extremes during Operation Watchtower" (PDF). Joint Military Operations Department, Naval War College. Arkiveret fra originalen (Academic report) 1. december 2012. Hentet 2009-08-04.
- history.navy.mil: Robert L. Ghormley Arkiveret 17. februar 2005 hos  Wayback Machine
- Robert L. Ghormley Papers, Special Collections Department, East Carolina University.